# Oedudes scaramuzzai
Oedudes scaramuzzai är en skalbaggsart som först beskrevs av Fisher 1936.  Oedudes scaramuzzai ingår i släktet Oedudes och familjen långhorningar.
Artens utbredningsområde är Kuba. Inga underarter finns listade i Catalogue of Life.